# 祖安·安東尼奧·比斯
祖安·安東尼奧·比斯·托罗哈（西班牙語：Juan Antonio Pizzi Torroja；1968年6月7日—），前西班牙國家隊球員。前智利國家足球隊主教練。
比斯生於阿根廷，球員時代司職前鋒，曾效力特內里費、華倫西亞和巴塞隆拿等西甲球會。比斯取得西班牙國籍後，曾代表西班牙國家隊參加1996年歐洲國家盃和1998年世界盃。2002年從維拉利爾掛靴後，比斯成為足球教練。2016年，比斯接替森柏奧利出任智利國家隊領隊。比斯曾帶領智利贏得百年美洲盃及2017年洲際國家盃亞軍。

## 榮譽

### 球員生涯

#### 球會
巴塞隆拿
- 歐洲杯賽冠軍杯: 1996–97[1]
- 歐洲超級盃: 1997[2]
- 西班牙足球甲級聯賽: 1997–98
- 西班牙國王盃: 1996–97（英语：1996–97 Copa del Rey）,[3] 1997–98（英语：1997–98 Copa del Rey）[4]
- 西班牙超級盃: 1996（英语：1996 Supercopa de España）[5]

#### 個人
- 西甲神射手獎Pichichi Trophy（英语：Pichichi Trophy）: 1995–96[6]

### 領隊生涯

#### 球會
天主教大學
- 智利甲組足球聯賽: 2010（英语：2010 Primera División de 智利）

聖羅倫素
- 阿根廷足球甲級聯賽: 2013首階段聯賽（英语：2013–14 Argentine Primera División season#Torneo Inicial）

#### 國際賽
智利
- 美洲盃足球賽: 2016

#### 個人
- 西班牙足球甲級聯賽: 每月最佳教練（英语：La Liga Manager of the Month） 2014年2月